# Žagolič
Žagolič je naselje v Občini Ajdovščina. Ustanovljeno je bilo leta 1989 iz dela ozemlja naselja Malo Polje. Leta 2015 je imelo 130 prebivalcev.

## Prebivalstvo
Etnična sestava 1991:

Slovenci: 115 (100 %)